# Clarence Gatemouth Brown
Clarence Gatemouth Brown (Vinton, 1924. április 18. – Orange, 2005. szeptember 10.) Grammy-díjas amerikai énekes, multi-instrumentalista Louisianából. A gitáron kívül hegedült, szájharmonikázott, zongorázott, mandolinozott, játszott brácsán és dobolt. Olyan zenészekre hatott, mint Albert Collins, Frank Zappa, Lonnie Brooks, Eric Clapton és Joe Louis Walker.

## Pályakép
Clarence Brown a második világháború idején dobosként kezdte a zenei pályát. 1947-ben gitárosként szerzett hírnevet. Karrierjének igen jót tett, amikor 1947-ben részt vett T-Bone Walker koncertjén egy houstoni klubban. Ennek hatására is turnézni kezdett a déli és délnyugati államokban. Lemezszerződése született a Peacock Records-szal. A korai időszak slágerei között szerepel a Gatemouth Boogie, Okie Dokie Stomp, Boogie Rambler és Dirty Works At The Crossroad.
1960-ban Brown részt vett egy televíziós műsorsorozatban. Az 1960-as évek végén azonban visszavonult a zeneipartól, Új-Mexikóba költözött, ahol seriff-helyettesként dolgozott.
Brownt az 1970-es évek blues és folk újjászületése során fedezték fel újra. Ekkor tizenkét alkalommal turnézott Európában, és kilenc albumot rögzített. A külügyminisztérium megbízásából az amerikai zene nagyköveteként turnézott például Kelet-Afrikában. 1975-ben felvette a „Gate's on the Heat” című albumot, amellyel már fellépett az 1973-as Montreux-i Jazz Fesztiválon.
Az 1980-as években Brown ismét népszerűvé vált az Egyesült Államokban. Évente átlagosan 250-300 fellépése volt. 1983-ban Grammy-díjat kapott az Alright Again című albumért. díjjal jutalmazták.
Brown, aki utoljára New Orleansban élt, 2005 szeptemberében hagyta el a várost, amikor a Katrina hurrikán közeledett. A szívbeteg, tüdőrákban is szenvedő zenész valamivel később halt meg texasi szülővárosában, Orange-ban.

## Albumok
- 1972: The Blues Ain’t Nothin'
- 1973: Sings Louis Jordan
- 1975: Black Jack; Sugar Hill Records
- 1975: Down South in the Bayou County
- 1975: Gate’s on the Heat
- 1976: Bogalusa Boogie Man
- 1977: Cold Strange
- 1981: Alright Again!
- 1982: One More Mile
- 1985: More Stuff
- 1985: Pressure Cooker
- 1987: Real Life (Live)
- 1988: Texas Swing
- 1989: Standing My Ground
- 1990: Original Peacock Recordings reissue
- 1992: No Looking Back
- 1993: Just Got Lucky
- 1994: Live 1980
- 1995: Man
- 1995: San Antonio Ballbuster
- 1996: A Long Way Home
- 1997: Gate Swings
- 1999: American Music, Texas Style
- 1999: Okie Dokie Stomp
- 2000: Guitar in My Hand
- 2001: Back to Bogalusa; Blue Thumb Records
- 2002: 1947–1951; Classics Jazz (Frankreich)
- 2002: His First Recordings: 1947–1951
- 2003: Hot Club Drive
- 2004: Timeless; Hightone
- 2004: Essential Recordings: Flippin' Out
- 2004: Just Got Lucky; Snapper
- 2005: 1952–1954; Classics Jazz
- 2006: Dirty Work at the Crossroads 1947–1953
- 2007: Rock My Blues Away
- 2010: Best of Rounder: Flippin Out
- 2010: Jazz Fest 2004 & 2005
- 2016: Anthology
- House of the Blues, Vol. 3
- Texas Guitarman
- The Guitar According to Gatemouth

DVD
- 1984: In New Orleans
- 1996: Live From Austin TX
- 2003: In Concert
- 2004: Blues Of Clarence „Gatemouth” Brown

## Díjak
- 1682: Grammy-díj − „Alright Again!” album
- Nyolc Handy-díj
- 1999: Blues Hall of Fame

## Fordítás
Ez a szócikk részben vagy egészben  a   Clarence Gatemouth Brown című német Wikipédia-szócikk ezen változatának fordításán alapul.  Az eredeti cikk szerkesztőit annak laptörténete sorolja fel. Ez a jelzés csupán a megfogalmazás eredetét és a szerzői jogokat jelzi, nem szolgál a cikkben szereplő információk forrásmegjelöléseként.